# Desert Shores
Desert Shores – jednostka osadnicza w Stanach Zjednoczonych, w stanie Kalifornia, w hrabstwie Imperial, nad jeziorem Salton Sea.

## W kulturze masowej
Desert Shores było inspiracją dla studia Rockstar Games przy tworzeniu miasta "Sandy Shores" w grze Grand Theft Auto V.